# 除名太平洋飓风名称列表

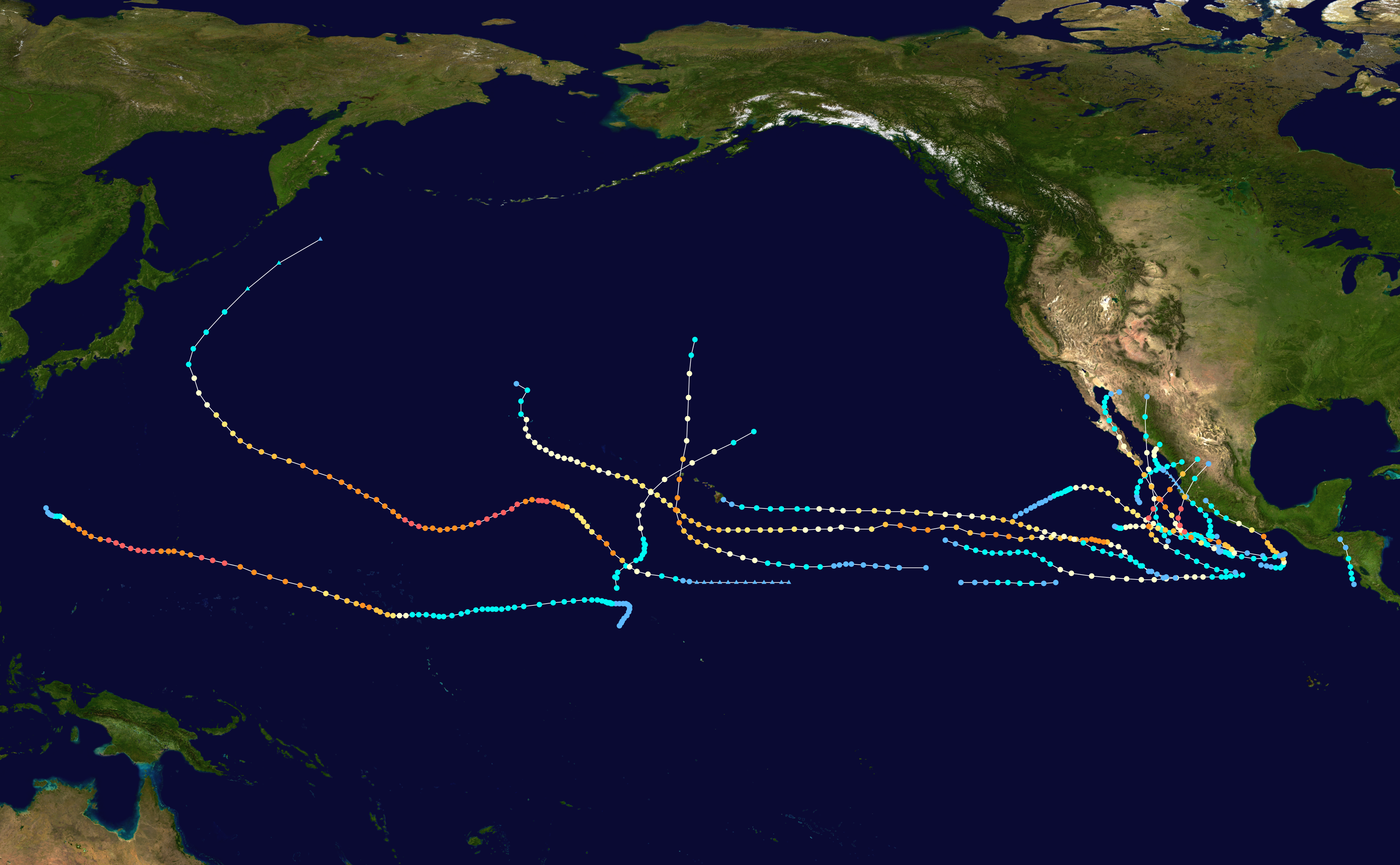
所有除名太平洋飓风的路径图

太平洋飓风是指国际日期变更线以东、赤道以北太平洋形成的热带气旋，达到一定强度后就会获得命名。如果这些风暴之后造成重大人员伤亡或财产损失，将来再用相应名称为气旋命名可能会有不好的效果，世界气象组织就会把这些名称除名，今后不再用来为这片海域的热带气旋命名。形成太平洋飓风的海域分东太平洋和中太平洋两部分，东太平洋是指西经140°以东的太平洋，中太平洋是指国际日期变更线到西经140°之间的太平洋。截至2014年太平洋飓风季，共有17个热带气旋名称除名，这其中最致命的天气系统是1997年10月吹袭墨西哥的飓风宝莲，在当地夺走超过230条人命；造成损失最大的则是2013年的飓风曼努埃尔，经济损失数额超过42亿美元。2015年10月，颶風派翠莎造成严重破坏，其名称因此成为最新除名的太平洋飓风名称。2023年朵拉

## 背景

即将达到最高强度的飓风肯纳

1950年，一个对夏威夷州构成影响的热带气旋获名“艾伯”（Able），在此以前，夏威夷已有多年没有经历过热带气旋的冲击。这一天气之后以飓风希基之名广为人知，“希基”（Hiki）在夏威夷语中意为“艾伯”。1952年的台风欧莉芙和1957年的台风德拉虽然是在中太平洋发展形成，但却是在穿越国际日期变更线进入西太平洋后才达到足够强度获得命名。1957年，夏威夷军事气象部门将另外两个在中太平洋发展出来的热带气旋分别命名为“坎诺亚”（Kanoa）和“妮娜”（Nina）。经过研究决定，之后将从西太平洋热带气旋的命名名单中借用名称来为中太平洋的风暴命名。东太平洋盆地的热带气旋从1960年开始获得命名，一共采用4组女性名字，每年轮流使用并循环往复。1965年，已经有两组名称用来给风暴命名，但命名方式再次调整，改为从第2份名单开始，每年使用1份名单，4年完成一次循环。此后，多个女权组织对热带气旋采用女性人名命名表示抗议，美国国家海洋和大气管理局对此决定放弃选择名称的主控权，由世界气象组织区域委员会选择新名单。世界气象组织选出6套名单，其中也有男性人名，每6年完成一轮循环。该组织还决定，新的飓风名称从1978年开始启用，比大西洋早一年。从1978年开始，气象机构会依次将6套名单中的1套用来命名，6年完全一次轮换，造成重大影响的气旋名称从名单中去除，以新名称代替。
到1979年时，为了给中太平洋形成的热带气旋命名，气象机构已经从西太平洋命名名单中借用了10个名称，到此命名方式再度调整，恢复采用夏威夷语名称。起初人们还用夏威夷语的12个字母编制出5份名单，计划每年采用1份并循环往复，但由于1979至1981年间中太平洋都没有足够强度的风暴形成，这些名单又被废弃，改用4组名单连续使用。2007年太平洋飓风季开始前，中太平洋飓风中心和夏威夷州民防部门要求世界气象组织飓风委员会将东太平洋命名名单中的11个名称除名。但委员会没有接受这一请求，指出除名名称的标准有“明确界定并且非常严格”。委员会认为，虽然这些天气系统都对夏威夷群岛有显著影响，但这些影响都还没有大到足以将名称除名的程度。同时，委员会之前没有除名的部分名称代表的风暴比这11个名称代表的风暴影响更大。经过同夏威夷大学夏威夷研究系合作，中太平洋飓风中心递交了新的夏威夷语名称，以期确保每个名称都有适当的含义和历史、文化意义。
1954年，大西洋飓风卡罗尔、埃德娜和黑兹尔吹袭美国东北部并构成严重破坏，美国国家气象局于1955年将这3个名称除名，为风暴名称除名立下先例。根据原本的计划，所有除名的名称只是之后10年不再使用，10年后还是可以重新启用，但世界气象组织1969年的跨部门飓风会议决定，今后所有造成重大影响飓风的名称将永久性除名。除造成重大财产损失和人员伤亡外，有多个风暴名称是因政治原因或是与其它名称发音过于类似等原因除名。

## 东太平洋除名名称

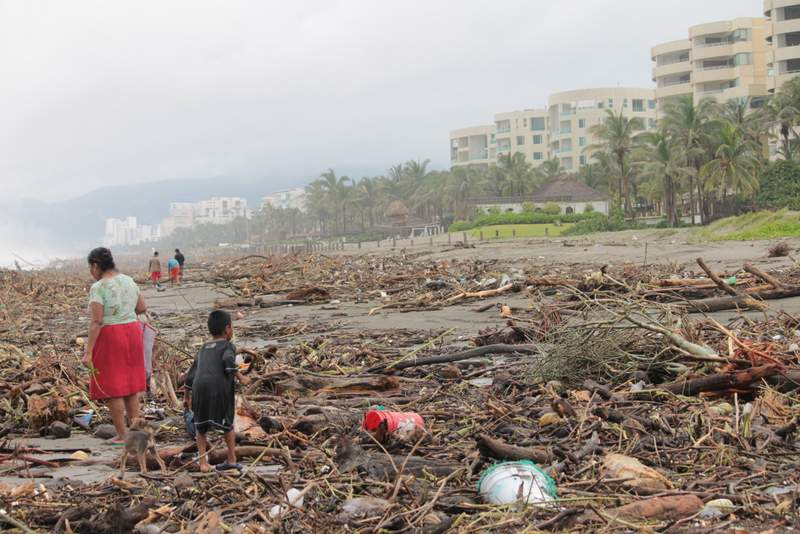
飓风曼努埃尔过后，墨西哥阿卡普尔科的海滩沦为一片废墟。

东太平洋位于西经140°以东、赤道以北、北美洲以西，自1960年该海域风暴开始获得命名以来，共有13个名称除名。1978年启用现代名单前有黑兹尔（Hazel）和阿黛尔（Adele）两个名称除名，但具体原因无从得知。1978年，飓风菲乔对夏威夷州构成影响，其名称也因此除名，下一个除名的名称则是1987年的“克努特”（Knut），但其除名的具体原因仍然不明。1988年使用过的“艾娃”（Iva）于1989年除名，但这场风暴并没有对陆地产生影响，而是因为名称与1982年的中太平洋飓风伊娃（Iva）发音过于相似，飓风伊娃的名称当年因对夏威夷产生严重影响而除名。20世纪90年代初，飓风费法和飓风伊斯梅尔分别对夏威夷和墨西哥北部构成影响，两个名称也相应除名。1997年，吹袭墨西哥的飓风宝莲夺走230余人的生命，至今仍是最致命的太平洋飓风，其名称也予除名。
2001年太平洋颶風季过后，“阿道夫”（Adolph）和“以色列”（Israel）出于政治因素考量除名。飓风肯纳的名称于2003年除名，是有纪录以来除名的最强太平洋飓风之一。2008年，热带风暴阿尔玛成为有纪录以来形成位置最偏东面的东太平洋热带气旋，并沿中美洲太平洋海岸登陆，其名称于2009年除名。2013年，飓风曼努埃尔成为有纪录以来第1场在海上成形并升级成飓风后登陆墨西哥本土的东太平洋热带气旋，其名称也在2014年除名。2014年的飓风奥迪尔成为25年来首场吹袭下加利福尼亚州的大型飓风，其名称在2015年飓风委员会大会上宣告除名。同时除名的还有原定在2016年使用的名称“伊西斯”（Isis），因为其英语原名和伊斯兰极端叛乱团体的缩写相同。
| 名单     | 活跃周期              | 最高强度级别 | 持续风速      | 最低气压                        | 影响地区                   | 损失（美元） | 致死人数 | 来源          |
| -------- | --------------------- | ------------ | ------------- | ------------------------------- | -------------------------- | ------------ | -------- | ------------- |
| 黑兹尔   | 1965年9月24至26日     | 热带风暴     | 每小时95公里  | 986毫巴（百帕，29.12英寸汞柱）  | 墨西哥                     | $1000萬      | 6        | [ 25 ]        |
| 阿黛尔   | 1970年5月30日至6月7日 | 一级飓风     | 每小时140公里 | ≤992毫巴（百帕，29.29英寸汞柱） | 无                         | 无           | 无       | [ 26 ]        |
| 菲乔     | 1978年7月9至28日      | 四级飓风     | 每小时220公里 | 955毫巴（百帕，28.2英寸汞柱）   | 夏威夷州                   | $20萬        | 无       | [ 27 ]        |
| 克努特   | 1987年8月28至30日     | 热带风暴     | 每小时65公里  | 无                              | 无                         | 无           | 无       | [ 28 ]        |
| 艾娃     | 1988年8月5至13日      | 二级飓风     | 每小时165公里 | 968毫巴（百帕，28.59英寸汞柱）  | 无                         | 无           | 无       | [ 29 ]        |
| 费法     | 1991年7月29日至8月8日 | 三级飓风     | 每小时195公里 | 959毫巴（百帕，28.32英寸汞柱）  | 夏威夷州                   | 无           | 无       |               |
| 伊斯梅尔 | 1995年9月12至16日     | 一级飓风     | 每小时130公里 | 983毫巴（百帕，29.03英寸汞柱）  | 墨西哥北部                 | $2600萬      | 116      | [ 30 ]        |
| 宝莲     | 1997年10月5至10日     | 四级飓风     | 每小时215公里 | 948毫巴（百帕，27.99英寸汞柱）  | 瓦哈卡州、格雷罗州         | $4.48億      | 230-400  | [ 31 ]        |
| 阿道夫   | 2001年5月25日至6月1日 | 四级飓风     | 每小时230公里 | 940毫巴（百帕，27.76英寸汞柱）  | 墨西哥西部                 | 无           | 无       | [ 32 ]        |
| 肯纳     | 2002年10月22至26日    | 五级飓风     | 每小时270公里 | 913毫巴（百帕，26.96英寸汞柱）  | 墨西哥西部 美国西南部      | $1.01億      | 4        | [ 33 ] [ 34 ] |
| 阿尔玛   | 2008年5月29至30日     | 热带风暴     | 每小时100公里 | 994毫巴（百帕，29.35英寸汞柱）  | 尼加拉瓜                   | $3300萬      | 9        | [ 35 ]        |
| 曼努埃尔 | 2013年9月13至19日     | 一级飓风     | 每小时120公里 | 983毫巴（百帕，29.03英寸汞柱）  | 墨西哥西部                 | $42億        | 123      | [ 36 ]        |
| 奥迪尔   | 2014年9月10至18日     | 四级飓风     | 每小时220公里 | 918毫巴（百帕，27.11英寸汞柱）  | 下加利福尼亚半岛           | $12.2億      | 15       | [ 24 ]        |
|          | 2015年10月20至24日    | 五級颶風     | 每小時345公里 | 872毫巴（百帕，25.75英寸汞柱）  | 中美洲、墨西哥、德克薩斯州 | $4.6億       | 13       | [ 37 ]        |
| 14個名称 | 来源                  | 来源         | 来源          | 来源                            | 来源                       | $65億        | 564      |               |

## 中太平洋除名名称
中太平洋位于赤道以北，西经140°到国际日期变更线之间，自1979年开始启用命名名单以来共有4个名称除名。飓风伊娃和飓风伊尼基因对夏威夷州构成严重影响导致名称除名，台风柏加和飓风伊欧凯则是因重创密克罗尼西亚群岛多个岛屿致使名称除名。
| 名称    | 活跃周期                 | 最高强度级别 | 持续风速      | 最低气压                       | 影响地区                       | 损失（美元） | 致死人数 | 来源                 |
| ------- | ------------------------ | ------------ | ------------- | ------------------------------ | ------------------------------ | ------------ | -------- | -------------------- |
| 伊娃    | 1982年9月19至25日        | 一级飓风     | 每小时150公里 | 968毫巴（百帕，28.59英寸汞柱） | 夏威夷州                       | $3.12億      | 4        | [ 39 ] [ 40 ] [ 41 ] |
| 伊尼基  | 1992年9月5至13日         | 四级飓风     | 每小时220公里 | 938毫巴（百帕，27.7英寸汞柱）  | 夏威夷州                       | $18億        | 6        | [ 39 ] [ 42 ]        |
| 柏加    | 1997年11月28日至12月23日 | 五级飓风     | 每小时295公里 | 920毫巴（百帕，27.17英寸汞柱） | 马歇尔群岛、关岛、马里亚纳群岛 | $5.84億      | 无       | [ 43 ]               |
| 伊欧凯  | 2006年8月20日至9月9日    | 五级飓风     | 每小时260公里 | 915毫巴（百帕，27.02英寸汞柱） | 约翰斯顿环礁、威克岛           | $8800萬      | 无       | [ 44 ]               |
| 4个名称 | 来源                     | 来源         | 来源          | 来源                           | 来源                           | $27.8億      | 10       |                      |